# Uromyces leptochloae
Uromyces leptochloae ist eine Ständerpilzart aus der Ordnung der Rostpilze (Pucciniales). Der Pilz ist ein Endoparasit des Süßgrases Leptochloa obtusiflora. Symptome des Befalls durch die Art sind Rostflecken und Pusteln auf den Blattoberflächen der Wirtspflanzen. Sie ist ein Endemit Ugandas.

## Merkmale

### Makroskopische Merkmale
Uromyces leptochloae ist mit bloßem Auge nur anhand der auf der Oberfläche des Wirtes hervortretenden Sporenlager zu erkennen. Sie wachsen in Nestern, die als gelbliche bis braune Flecken und Pusteln auf den Blattoberflächen erscheinen.

### Mikroskopische Merkmale
Das Myzel von Uromyces leptochloae wächst wie bei allen Uromyces-Arten interzellulär und bildet Saugfäden, die in das Speichergewebe des Wirtes wachsen. Spermogonien und Aecien der Art sind nicht bekannt, gleiches gilt für die Uredien des Pilzes. Seine goldenen bis zimtbraunen Uredosporen sind 24–28 × 20–26 µm groß, zumeist kugelig bis breitellipsoid und stachelwarzig. Die zumeist blattoberseitig wachsenden Telien der Art sind schwärzlich, kompakt und früh unbedeckt. Die klar kastanienbraunen Teliosporen sind einzellig, in der Regel breit eiförmig bis kugelig und 22–27 × 20–24 µm groß. Ihre Stiele sind farblos und bis zu 35 µm lang.

## Verbreitung
Das bekannte Verbreitungsgebiet von Uromyces leptochloae umfasst lediglich Uganda.

## Ökologie
Die Wirtspflanze von Uromyces leptochloae ist Leptochloa obtusiflora. Der Pilz ernährt sich von den im Speichergewebe der Pflanzen vorhandenen Nährstoffen, seine Sporenlager brechen später durch die Blattoberfläche und setzen Sporen frei. Die Art durchläuft einen Entwicklungszyklus, von dem bisher nur Telien und Uredien sowie deren Wirt bekannt sind; Spermogonien und Aecien konnten ihr nicht zugewiesen werden.